# Neurott

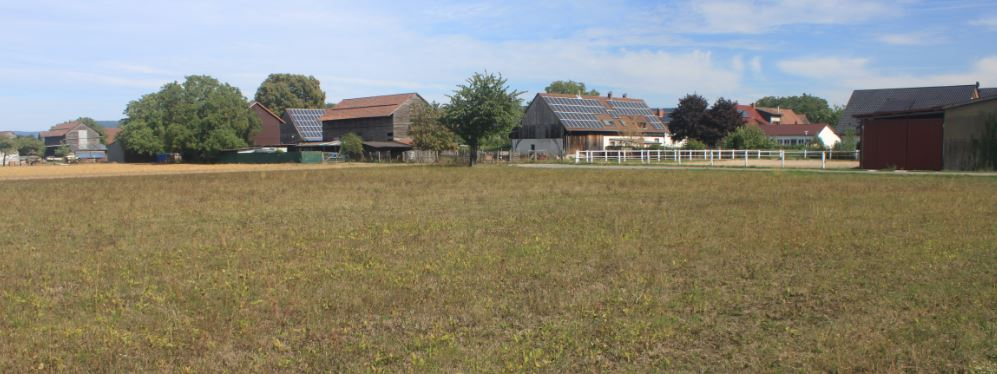
Blick von Westen auf Neurott (Sept. 2018)

Lage im Stadtgebiet von Heidelberg

Neurott ist eine kleine Bauernsiedlung im Südwesten von Heidelberg. Sie liegt im Heidelberger Stadtteil Kirchheim an der Gemarkungsgrenze zu Oftersheim und Schwetzingen, südlich der, ehemals von Angehörigen der US-Army bewohnten Siedlung Patrick-Henry-Village. Die Entfernungen in die Stadtzentren von Heidelberg und Mannheim betragen 8 und 20 Kilometer.
Neurott wurde in der Zeit des Nationalsozialismus im Jahre 1938 als sogenannte Neubauernsiedlung gegründet. An den Planungen war der Soziologe Ludwig Neundörfer beteiligt, der seit 1933 bei der Stadt Heidelberg beschäftigt war. Es entstanden elf Erbhöfe, denen je zwei Äcker mit zusammen ungefähr acht Hektar zugewiesen wurden. Ein Teil der Flächen war zuvor als Kirchheimer Allmende genutzt worden. Weitere Flächen hatten zur ehemaligen Domäne Bruchhausen gehört, deren Felder durch den Bau der Reichsautobahn Heidelberg–Karlsruhe, der heutigen Bundesautobahn 5, getrennt worden waren. Angesiedelt wurden überwiegend jüngere Bauern, meist aus Kirchheim. Da die Siedlung über keine Wiesen verfügte, sollte durch einen Zwischenfruchtbau die Haltung von Vieh möglich werden. Bei der Einweihung von Neurott am 26. Juni 1938 sprachen der badische Ministerpräsident Walter Köhler, der Landesbauernführer Fritz Engler-Füßlin und der Heidelberger Oberbürgermeister Carl Neinhaus.
In den 1960er Jahren wurde in Neurott Feldgemüse im Vertragsanbau produziert, insbesondere für die Konservenfabrik Bassermann in Schwetzingen. In der Gegenwart werden noch vier der ursprünglich elf Höfe hauptberuflich bewirtschaftet. Dabei liegen die Schwerpunkte beim Tabakanbau sowie dem Spargelanbau. Die Einwohnerzahl beträgt circa 60 Personen. In Neurott befindet sich auch ein Gemüsehof mit einem Bauernladen.
Des Weiteren befinden sich in Neurott Pferdekoppeln und -stallungen.
Seit Dezember 2005 verfügt Neurott, das nicht an das öffentliche Kanalisationsnetz angeschlossen ist, über eine eigene dezentrale Membrankläranlage. Entwickelt und konzipiert vom Fraunhofer-Institut für Grenzflächen- und Bioverfahrenstechnik (IGB) in Stuttgart, ist sie deutschlandweit die erste Kläranlage mit Membrantechnologie in der Vor- und Nachklärung.